# Bethlehem (Connecticut)
Pour les articles homonymes, voir Bethléem (homonymie).
Bethlehem est une ville située dans le comté de Litchfield, dans l'État du Connecticut (États-Unis). Selon le recensement de 2010, elle compte 3 607 habitants.

## Géographie
Selon le Bureau du Recensement des États-Unis, la superficie de la ville est de 19,66 milles carrés (50,92 km2), dont 19,38 milles carrés (50,19 km2) de terres et 0,29 milles carrés (0,75 km2) de plans d'eau (soit 1,48 %).

## Histoire

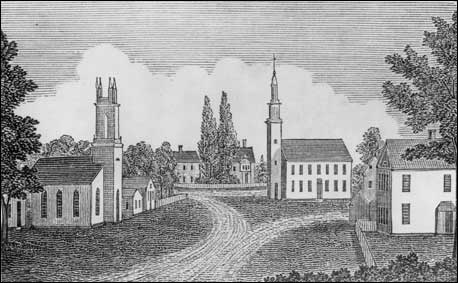
Vue du centre de Bethlehem en 1836.

Bethlehem devient une municipalité en 1787. Elle doit son nom, longtemps mal orthographiée en Bethlem, à la ville biblique de Bethléem.

## Démographie
D'après le recensement de 2000, il y avait 3 422 habitants, 1 246 ménages, et 935 familles dans la ville. La densité de population était de 68,2 hab/km². Il y avait 1 388 maisons avec une densité de 27,7 maisons/km². La décomposition ethnique de la population était : 97,49 % blancs ; 0,26 % noirs ; 0,06 % amérindiens ; 0,79 % asiatiques ; 0,03 % natifs des îles du Pacifique ; 0,38 % des autres races ; 0,99 % de deux ou plus races. 0,64 % de la population était hispanique ou Latino de n'importe quelle race.
Il y avait 1 246 ménages, dont 35,2 % avaient des enfants de moins de 18 ans, 65,7 % étaient des couples mariés, 6,6 % avaient une femme qui était parent isolé, et 24,9 % étaient des ménages non-familiaux. 19,6 % des ménages étaient constitués de personnes seules et 7,8 % de personnes seules de 65 ans ou plus. Le ménage moyen comportait 2,69 personnes et la famille moyenne avait 3,11 personnes.
Dans la ville la pyramide des âges était 25,2 % en dessous de 18 ans, 4,5 % de 18 à 24, 26,6 % de 25 à 44, 30,8 % de 45 à 64, et 12,9 % qui avaient 65 ans ou plus. L'âge médian était 42 ans. Pour 100 femmes, il y avait 94,3 hommes. Pour 100 femmes de 18 ans ou plus, il y avait 93,4 hommes.
Le revenu médian par ménage de la ville était 68 542 dollars US, et le revenu médian par famille était 78 863 $. Les hommes avaient un revenu médian de 51 623 $ contre 37 500 $ pour les femmes. Le revenu par habitant de la ville était 29 672 $. 2,6 % des habitants et 0,5 % des familles vivaient sous le seuil de pauvreté. 0,0 % des personnes de moins de 18 ans et 11,2 % des personnes de plus de 65 ans vivaient sous le seuil de pauvreté.
| 1820 | 1860 | 1870 | 1880 | 1890 | 1900 |
| ---- | ---- | ---- | ---- | ---- | ---- |
| 932  | 815  | 750  | 655  | 543  | 576  |

| 1910 | 1920 | 1930 | 1940 | 1950  | 1960  |
| ---- | ---- | ---- | ---- | ----- | ----- |
| 550  | 536  | 644  | 715  | 1 015 | 1 486 |

| 1970  | 1980  | 1990  | 2000  | 2010  | - |
| ----- | ----- | ----- | ----- | ----- | - |
| 1 923 | 2 573 | 3 071 | 3 422 | 3 607 | - |

## Monuments
- Abbaye de Regina Laudis